# آفتاب‌پرست کوتوله سرسیاه
آفتاب‌پرست کوتوله سرسیاه (نام علمی: Bradypodion melanocephalum) نام یک گونه از تیره آفتاب‌پرست است.